# Camilo Rencoret
Camilo Elías Rencoret Lecaros, (Viña del Mar, Chile, 4 de enero de 1991) es un futbolista chileno que juega de volante en San Marcos de Arica de la primera B de Chile.

## Trayectoria

### Everton
En el 2010 es ascendido al primer equipo, por su buen rendimiento en juveniles. Entre 2010 y 2011 jugo solamente 19 partidos(2010 fueron 16 y el 2011 fueron 3). En el 2012, él es llevado a préstamo a Barnechea de la Primera B para que sume minutos.

### Barnechea
Llega a Barnechea como uno de los grandes refuerzos junto a su compañero de Everton Franco Ragusa, disputa 26 partidos de titular, lo que lo convertía en una de las piezas fundamentales de Mario Salas. Su año jugando en Barnechea se vio marcado por 6 tarjetas amarillas y sin ninguna expulsión.

### Everton
En 2013, Victor Hugo Castañeda lo considera como un variable válida para en primer equipo por lo que no vuelve a préstamo y se queda en el plantel.

### Huachipato
En 2015 llega a Huachipato a petición de su DT Hugo Vilches, quien lo Dirigió en Barnechea

## Clubes
| Club                | País  | Año       | PJ  |
| ------------------- | ----- | --------- | --- |
| Everton             | Chile | 2010-2011 | 18  |
| Barnechea (Cedido)  | Chile | 2012      | 25  |
| Everton             | Chile | 2013      | 5   |
| Barnechea           | Chile | 2013-2015 | 78  |
| Huachipato (Cedido) | Chile | 2015      | 0   |
| San Luis (Cedido)   | Chile | 2016      | 9   |
| Barnechea           | Chile | 2016-2021 | 117 |
| Deportes Copiapó    | Chile | 2023      | 0   |
| Barnechea           | Chile | 2023      | 0   |
| Deportes Santa Cruz | Chile | 2024-Act. |     |

## Palmarés

### Campeonatos nacionales
| Título    | Club    | País  | Año    |
| --------- | ------- | ----- | ------ |
| Primera B | Everton | Chile | 2011-C |